# 小出五郎 (衆議院議員)
小出 五郎（こいで ごろう、1874年（明治7年）9月18日 - 1955年（昭和30年）2月22日）は、日本の衆議院議員（立憲政友会）。弁護士。明治大学学長を務めた小出廉二は養子。

## 経歴
岡山県真庭郡美川村（現在の真庭市）出身。閑谷黌で西毅一に学んだ後、明治法律学校（現在の明治大学）に入り、1895年（明治28年）に卒業。翌年より弁護士を開業。さらに1900年(明治33年)に和仏法律学校(現・法政大学)を卒業した。
1912年（明治45年）、第11回衆議院議員総選挙に出馬し、当選を果たした。この選挙で初当選した同期に鳩山一郎・濱口雄幸（ともに後の内閣総理大臣）がいる。
その他、サイトー煉瓦株式会社取締役社長、小樽木材株式会社監査役、大正電気株式会社監査役、明治大学理事などを務めた。